# UN-Sonderberichterstatter für Myanmar
Die Stelle des Sonderberichterstatters zur Menschenrechtssituation in Myanmar wurde 1992 vom UN-Menschenrechtsrat geschaffen, um die Menschenrechtssituation in dem seit Jahrzehnten durch Militärregime dominierten Land mit Unterdrückung von Demokratiebestrebungen und Bekämpfung ethnischer und religiöser Minderheiten zu beobachten.

## Geschichte
Birma, wie Myanmar bis 1989 hieß, gehörte seit dem 19. Jahrhundert zum britischen Kolonialreich. 1948 wurde es in die Unabhängigkeit entlassen. Frauen erhielten das allgemeine Wahlrecht. Nach einer kurzen demokratischen Phase bis 1962 wurde Birma von verschiedenen Militärregimen kontrolliert, die bürgerschaftliches Engagement immer wieder gewaltsam unterdrückten. 1965 verstaatlichte der Revolutionsrat alle Wirtschaftsunternehmen. 1966 wurden alle christlichen Missionare aus dem mehrheitlich buddhistisch geprägten Land vertrieben.
1988 kamen bei der gewaltsamen Niederschlagung von friedlichen Protesten in der Hauptstadt Rangun mehrere Tausend Menschen ums Leben. Als 1990 bei demokratischen Wahlen die Nationale Liga für Demokratie (NLD) unter Führung von Aung San Suu Kyi einen deutlichen Sieg errang, wurden die Wahlen vom Militärregime für ungültig erklärt und es kam zu einer blutigen Niederschlagung von friedlichen Protesten. Das Regime blieb an der Macht. Seit Anfang der 2000er Jahre ließ das Militär gebremst eine Demokratisierung zu, die 2021 mit einem Militärputsch endete. Die mit absoluter Mehrheit gewählte Präsidentin Aung San Suu Kyi wurde abgesetzt, Zehntausende inhaftiert, führende Oppositionelle hingerichtet.
Seit der Unabhängigkeit gibt es bewaffnete Konflikte in verschiedenen Landesteilen, wo ethnische Minderheiten für mehr Autonomie oder Unabhängigkeit kämpften. Viele Konflikte haben auch eine religiöse Komponente. So sind christliche Minderheiten wie die Karen und Chin oder die muslimischen Rohingya in den zurückliegenden Jahrzehnten Opfer von massiver Verfolgung geworden. Den Regierungsstellen und dem Militär werden Menschenrechtsverstöße wie Zwangsarbeit, Zwangsräumung von Dörfern, Folter, Vergewaltigungen und Einsatz von Kindersoldaten vorgeworfen.

## Das UN-Mandat
1992 schuf der UN-Menschenrechtsrat das Mandat für den Sonderberichterstatter für die Menschenrechtssituation in Myanmar durch seine Resolution 58. Seither wird es jährlich verlängert.
Der Sonderberichterstatter hat die Aufgabe, Informationen von allen relevanten Akteuren zu sammeln, die Menschenrechtssituation und auch die humanitäre Lage in Myanmar zu beurteilen und Empfehlungen für Verbesserungen abzugeben. Sie erstellt jährlich Berichte an den Menschenrechtsrat und die UN-Generalversammlung.
Für den Sonderberichterstatter gilt ein Verhaltenskodex des UN-Menschenrechtsrats. Er arbeitet ehrenamtlich und ist in seiner Amtsführung unabhängig. Die Amtszeit eines Mandats ist auf maximal zweimal drei Jahre begrenzt.

## Amtsträger
- 1992–1996 Yozo Yokota – Japan

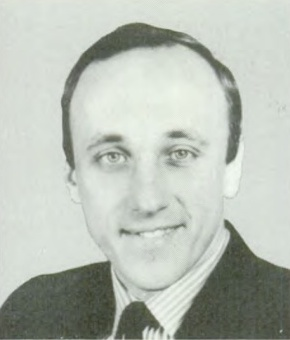
Der aktuelle Amtsträger Thomas Andrews

- 1996–2000 Rajsoomer Lallah – Mauritius
- 2000–2008 Paulo Sérgio Pinheiro – Brasilien
- 2008–2014 Tomás Ojea Quintana – Argentinien
- 2014–2020 Yanghee Lee – Südkorea
- seit 2020 Thomas Andrews – USA[1]

## Publikationen (Auswahl)
- Turning tide in Myanmar requires stronger international action as desperate, dangerous junta escalates civilian attacks: UN expert, 20. März 2024
- Myanmar: Military junta even greater threat to civilians as it imposes military draft, warns UN expert, 21. Februar 2024
- Military coup has exacerbated already severe climate risks in Myanmar: UN experts, 27. November 2023